# They Drive by Night
They Drive by Night is een Amerikaanse film noir uit 1940 onder regie van Raoul Walsh. Het scenario is gebaseerd op de roman The Long Haul (1938) van de Amerikaanse auteur A.I. Bezzerides. De passage waarin Ide Lupino haar man vermoordt door uitlaatgassen in een garage, is echter ontleend aan een eerdere film van Warner Brothers, Bordertown (1935), waarin Bette Davis zo'n moord begaat.
Voor hoofdrolspeler George Raft was deze film een hoogtepunt in zijn carrière, voor Humphrey Bogart was het een van zijn laatste bijrollen. Ida Lupino maakte als femme fatale die op het einde helemaal hysterisch wordt, in They Drive by Night haar grote doorbraak als filmster.

## Verhaal
De broers Joe en Paul Fabrini zijn zelfstandige chauffeurs die met hun eigen vrachtauto fruit van de boomgaarden naar de markten van Californië vervoeren. Ze hebben het moeilijk, omdat ze niet tijdig betaald worden terwijl ze zelf de lening voor hun wagen moeten afbetalen. Omdat ze dag en nacht moeten rijden, zijn ze altijd moe.
Als ze eindelijk hun financiële moeilijkheden overwonnen hebben, veroorzaakt de oververmoeide Paul een ongeval, waarbij de vrachtwagen vernield wordt en Paul zelf een arm verliest en niet meer kan werken. Ten einde raad doet Joe wat hij nooit wilde doen: hij gaat werken in loondienst. Zijn oud-collega Ed, die een succesvol transportbedrijf heeft uitgebouwd, neemt hem met genoegen aan en Joe maakt er snel carrière, temeer daar ook Eds vrouw Lana Joe van vroeger kent. Lana minacht haar rijke, maar vulgaire echtgenoot en is stiekem smoorverliefd op de knappe, ernstige Joe, die echter zijn baas niet wil bedriegen.
Op een avond, als Ed na een feestje stomdronken zijn garage binnenrijdt en aan het stuur in slaap zakt, sluit Lana van walging voor haar echtgenoot de garagedeuren, zodat Ed stikt in de uitlaatgassen. Iedereen denkt dat het een om een ongeluk gaat. Lana vraagt nu Joe om mede-eigenaar van het transportbedrijf te worden, omdat ze het niet alleen kan runnen. Joe doet dit met veel succes en weet tegelijk zijn broer Paul er een baan te bezorgen. Maar hij houdt afstand van Lana, die meer dan ooit naar hem verlangt.
Als Joe uiteindelijk zijn verloofde Cassie aan Lana voorstelt en laat weten dat hij over een paar dagen met haar zal trouwen, wordt Lana onwel en woest van jaloezie. Razend gaat ze de politie vertellen dat zij haar man vermoord heeft en dat Joe, met wie ze een relatie zou hebben gehad, haar daartoe zou gedwongen hebben. Door die beschuldiging moet Joe voor het gerecht verschijnen, maar als Lana tegen hem komt getuigen, legt ze een verwarde, hysterische verklaring af. Ze is, verscheurd door haar fatale liefde voor Joe en haar schuldgevoelens, krankzinnig geworden. Joe gaat vrijuit, blijft het bedrijf leiden en kan met Cassie trouwen.

## Rolverdeling
| Acteur          | Personage       |
| --------------- | --------------- |
| George Raft     | Joe Fabrini     |
| Ann Sheridan    | Cassie Hartley  |
| Ida Lupino      | Lana Carlsen    |
| Humphrey Bogart | Paul Fabrini    |
| Gale Page       | Pearl Fabrini   |
| Alan Hale       | Ed Carlsen      |
| Roscoe Karns    | Irish McGurn    |
| John Litel      | Harry McNamara  |
| George Tobias   | George Rondolos |